# 赫拉德茨克拉洛韋足球俱樂部
赫拉德茨克拉洛韋足球俱樂部（FC Hradec Králové）是捷克的一家足球俱樂部，主場位於赫拉德茨-克拉洛韋。俱樂部成立於1905年。在1959–60賽季，球隊首次參加捷克斯洛伐克的甲級聯賽。球隊現在參加捷克足球甲級聯賽的賽事。